# Bandeira do Suriname
A bandeira nacional do Suriname é formada por cinco listras horizontais de cores: verde, branco, vermelho, branco e verde (proporções 2-1-4-1-2). E uma estrela dourada de cinco pontas no centro da bandeira.

## História

Bandeira do Território Autônomo do Suriname, aprovada pelo Conselho Supremo da Nobreza, em vigor de 1966 a 1975

No período de pré-independência a bandeira do Suriname consistia em um fundo branco com cinco estrelas coloridas, com as mesmas formas e tamanho, e com uma elipse interligado-as. As estrelas coloridas representavam a formação dos grupos étnicos que compõem a população e a cultura surinamesa: os ameríndios; os colonizadores europeus; os africanos que eram escravizados para trabalhar nas plantações; os javeneses; e os indianos e chineses que vieram habitar e trabalhar, substituindo os africanos que  se rebelavam da escravidão e fugiam para o interior. A elipse representada a relação harmoniosa entre os grupos étnicos.
O Conselho Supremo da Nobreza Real Neerlandesa, depois que o Suriname tornar-se parte autônoma do Reino dos Países Baixos em 1954, em prol da Coroa Neerlandesa, aprova no dia 14 de março de 1966, as três listras em vermelho-branco-azul na parte superior e  na parte inferior da bandeira como representação do território neerlandês e simbolizando a « Prinsenvlag » - a bandeira neerlandesa -.
A bandeira foi adotada no dia da Independência do Suriname, em 25 de novembro de 1975. A estrela representa a união dos grupos étnicos; a cor dourada significa sacrifício e altruísmo; o vermelho significa amor e progresso; o verde significa esperança e riqueza; e o branco significa justiça e liberdade.